# Xenocrasis fulvicollis
Xenocrasis fulvicollis là một loài bọ cánh cứng trong họ Cerambycidae.